# Домінік Касагранд
Домінік Касагранд (фр. Dominique Casagrande, нар. 8 травня 1971, Л'Юніон) — французький футболіст, що грав на позиції воротаря.
Виступав, зокрема, за клуби «Нант» та «Парі Сен-Жермен».
Чемпіон Франції. Володар Суперкубка Франції.

## Ігрова кар'єра
У дорослому футболі дебютував 1994 року виступами за команду «Нант», у якій провів три сезони, взявши участь у 51 матчі чемпіонату. За цей час виборов титул чемпіона Франції.
Протягом 1997—1998 років захищав кольори клубу «Севілья».
Своєю грою за останню команду привернув увагу представників тренерського штабу клубу «Парі Сен-Жермен», до складу якого приєднався 1998 року. Відіграв за паризьку команду наступні три сезони своєї ігрової кар'єри.
Протягом 2001—2003 років захищав кольори клубу «Сент-Етьєн».
Завершив ігрову кар'єру у команді «Кретей», за яку виступав протягом 2003—2004 років.

## Титули і досягнення
- Чемпіон Франції (1):

«Нант»: 1994-1995
- Володар Суперкубка Франції (1):

«Парі Сен-Жермен»: 1998